# 罗德里
洛迪高·靴南迪斯·卡斯簡特（西班牙語：Rodrigo Hernández Cascante；1996年6月22日—），通用名洛迪（西班牙語：Rodri），是一名西班牙職業足球員，司職中场，目前效力于英超俱樂部曼城並擔任第四隊長，西班牙國家足球隊成員。2024年10月28日，获得由《法国足球》杂志主办的2024年金球奖，是第一位获得该奖项的90后。

## 俱乐部生涯

### 比利亚雷亚尔
罗德里出生于马德里，10岁的时候加入马哈达翁达闪电的青训营，一年后转入马德里竞技的青训营，他在青训营待到2013年以“缺少身体力量”离开，并加入比利亚雷亚尔的梯队。
2015年2月7日，罗德里第一次为比利亚雷亚尔B队出战，在西班牙乙二级联赛中对阵皇家西班牙人B队。两周之后，在对阵皇家萨拉戈萨B队的比赛中他进入了首发阵容。
2015-16赛季，罗德里被提拔到一线队，他的一线队首秀是在2015年12月17日的国王杯对阵韦斯卡的比赛。他的西甲联赛首秀则是在2016年4月17日客场对阵巴列卡诺，他替补丹尼斯·苏亚雷斯出场。
在2017-18赛季，罗德里已经成为比利亚雷亚尔的固定首发球员，他的联赛首粒进球是在2018年2月18日1比1战平皇家西班牙人的比赛中打进的。同时，他的合同也被续签到2022年。

### 马德里竞技
2018年5月24日，马德里竞技与比利亚雷亚尔俱乐部达成协议，将罗德里带回马德里。转会费用为2000万欧元和500万欧元的浮动条款，罗德里签下了五年合同。罗德里在马德里竞技的首秀是8月15日在塔林举行的2018年欧洲超级杯，他在对阵皇家马德里的比赛中首发了71分钟。最终马德里竞技经过加时赛以4比2击败同城对手捧杯。整个2018-2019赛季，罗德里是球队的固定首发球员，并且打进了三粒联赛进球。

### 曼城
2019年7月3日，曼城觸發了洛迪高達6260萬英鎊的買斷條款，這是當時曼城支付轉會費的新紀錄。洛迪再次簽下了一分為期五年的合同。8月4日，洛迪在2019年英格蘭社區盾杯中出場，並且踢滿90分鐘，曼城在點球大戰中擊敗了利物浦奪冠。他的英超聯賽首秀是在6天後對陣韋斯咸的比賽中，曼城客場5球大勝。9月14日，洛迪打進了自己首粒英超聯賽進球，但曼城在客場輸給了諾域治。10月，洛迪因為腿傷缺陣一個月。2020年3月1日，曼城在英格兰联赛杯决赛中對陣阿士東維拉，洛迪利用角球機會打進一粒頭球，最終曼城憑借此球成功捧杯。
2022年5月22日，曼城在2021-22英超聯賽最後一輪主場對陣阿士東維拉的比賽中，洛迪在下半場攻入1球，與伊爾卡伊·京多安一起協助球隊3-2逆轉對手並舉起聯賽冠軍獎杯。
2023年6月10日，曼城在2023年歐洲冠軍聯賽決賽對戰國際米蘭，洛迪在下半場67分鐘一腳遠射，為曼城取得勝利，並成為歐洲冠軍聯賽當季最佳球員。
2024年10月28日，罗德里榮獲本年度金球獎，這是他首次獲得該獎項。

## 国家队生涯
罗德里曾在西班牙U16、U19和U21都有出场记录。2018年3月16日，罗德里职业生涯首次入选西班牙国家队对阵德国和阿根廷的友谊赛大名单。 在1–1战平前者的比赛中，罗德里在下半场替补泰亞高完成国家队首秀。
2021年5月24日，羅德里入選了路易斯·恩里克帶領2020年歐洲國家盃的24人大名單。
2024年7月14日，羅德里以主力球員身份帶領西班牙奪得2024年歐洲國家盃冠軍，並獲選為賽事最佳球員。

## 技術風格
羅德里的中場技術全面且穩定。他的體格高大強健，搶斷成功率高達73%，在英超2022/23賽季達成100%的空戰成功率，並且成功搶斷301次，僅次於德克蘭·賴斯，其中187次搶斷位於球場中段三分之一，使他成為該季中場回收球權最成功的球員。此外，他夺回的球權中有50次轉換為射門，僅次於B費，並有11次成功得分，位居聯盟第一。
羅德里的傳球能力亦是一絕，在2020年二月對西漢姆聯的聯賽中一人成功傳球178次，而對手全隊僅成功傳球169次。在2022/23賽季，他成功長傳171次，在對方半場成功傳球1,475次，總計成功傳球2,717次，在近二十年內僅遜於2018/19賽季若日尼奥的2,782次。他的生涯傳球成功率達到91%，並且是近四個英超賽季內唯一成功傳球10,000次的球員。
雖然不是團隊中的進攻要角，但羅德里是目前世界上攻守轉換最快的中場之一，在關鍵時刻能夠挺身而出，為球隊打入致勝球，包含英超21/22赛季收官战對阿斯頓維拉的追平進球，2023年歐冠八強對拜仁慕尼黑以及決賽對國際米蘭的進球，幫助球隊贏得三冠王 。堪稱目前綠茵場上最優秀的防守中場。

## 生涯統計

### 國家隊進球
最後更新：2020年11月17日
| #  | 日期           | 比賽場地                               | 對手 | 比分 | 賽果 | 賽事                   |
| -- | -------------- | -------------------------------------- | ---- | ---- | ---- | ---------------------- |
| 1. | 2020年11月17日 | 西班牙塞维利亚，塞維利亞奧林匹克體育場 | 德国 | 3-0  | 6-0  | 2020–21年歐洲國家聯賽A |

## 榮譽

### 球會
馬德里競技
- 歐洲超級盃冠軍：2018

曼城
- 英超冠軍：2020-21，2021-22，2022-23[20]，2023-24
- 英格蘭足總盃冠軍：2022-23[21]
- 英格蘭聯賽盃冠軍：2019–20[22]，2020–21
- 英格蘭社區盾冠軍：2019
- 欧洲冠军联赛冠軍：2022–23
- 歐洲超級盃冠軍：2023[23]
- 世界冠軍球會盃冠軍：2023[24]

### 國家隊
西班牙U19
- U19歐洲國家盃冠軍：2015年

 西班牙
- 歐洲足協國家聯賽冠軍：2022–23年[25]
- 歐洲國家盃冠軍：2024年[26]

个人
- 金球奖：2024